# Kimberly Goss

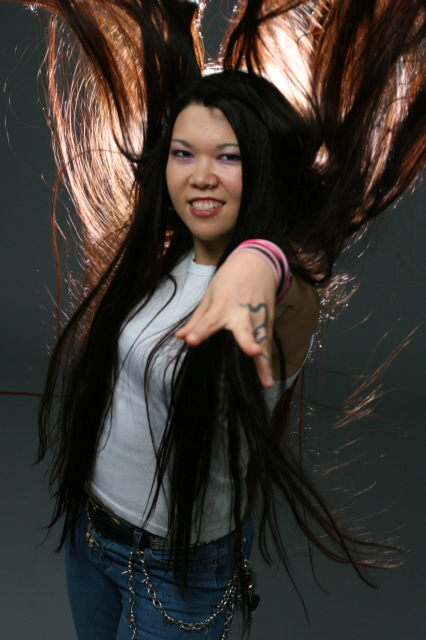
Kimberly Goss 2006

Kimberly Goss (* 1978) ist eine US-amerikanische Metal-Sängerin und Keyboarderin.

## Karriere
Im Alter von 18 Jahren trat sie kurzzeitig der Black-Metal-Band Ancient bei, mit der sie 1996 das Album The Cainian Chronicle veröffentlichte. Anschließend gründete sie 1997 mit Jesper Strömblad (In Flames), Alexi Laiho (Children of Bodom), Sharlee D’Angelo (Arch Enemy) und Ronny Milianowicz die Band Sinergy. Diese veröffentlichte zwischen 1999 und 2002 insgesamt drei Alben bei Nuclear Blast, von denen zwei die finnischen Charts erreichten.
Als Session- bzw. Live-Musikerin oder -Sängerin war sie u. a. für Therion, Dimmu Borgir, Children of Bodom und Warmen tätig. Für verschiedene Alben von Children of Bodom steuerte sie auch Texte bei, so Silent Night, Bodom Night für Hatebreeder und LoBodomy für Blooddrunk.

## Privates
Goss heiratete am 1. Februar 2002 den finnischen Musiker Alexi Laiho. Dieser reichte zwar bereits im November desselben Jahres einen Scheidungsantrag ein, zog ihn aber wieder zurück, so dass Goss bis zu Laihos Tod Ende 2020 rechtlich dessen Ehefrau war.
Im März 2012 wurde öffentlich, dass sie Mutter einer fünfjährigen Tochter ist und in Naperville im US-amerikanischen Bundesstaat Illinois als Lehrerin an der School of Rock tätig ist.

## Diskografie (Auswahl)
Mit Ancient
- 1996: The Cainian Chronicle

Mit Sinergy
- 1999: Beware the Heavens
- 2000: To Hell and Back
- 2002: Suicide by My Side